# (200366) 2000 QG48
(200366) 2000 QG48 es un asteroide perteneciente al cinturón de asteroides descubierto el 24 de agosto de 2000 por el equipo del Lincoln Near-Earth Asteroid Research desde el Laboratorio Lincoln, Socorro, Nuevo México, Estados Unidos.

## Designación y nombre
Designado provisionalmente como 2000 QG48.

## Características orbitales
2000 QG48 está situado a una distancia media del Sol de 2,373 ua, pudiendo alejarse hasta 2,869 ua y acercarse hasta 1,877 ua. Su excentricidad es 0,209 y la inclinación orbital 2,077 grados. Emplea 1335,34 días en completar una órbita alrededor del Sol.

## Características físicas
La magnitud absoluta de 2000 QG48 es 17,1. 